# 1962年の音楽
1962年の音楽（1962ねんのおんがく）では、1962年（昭和37年）の世界の音楽分野の動向を記述する。

## 概要
- ボブ・ディランがデビュー・アルバムを発表した[1]。
- ミック・ジャガーとキース・リチャーズが、ブルース・クラブでブライアン・ジョーンズと出会った。
- 元ビートルズのスチュアート・サトクリフが死去した。
- 12月31日 - 第13回NHK紅白歌合戦
  - トップバッター - 仲宗根美樹(紅)、松島アキラ(白)
  - トリ - 島倉千代子(紅)、三橋美智也(白)

## 洋楽シングル
| - サム・クック 「ブリング・イット・オン・ホーム・トゥ・ミー」「ツイストで踊りあかそう」 - ジャンニ・モランディ「サンライト・ツイスト」（ゴーカート・ツイスト） - ジョヴァンニ・フスコ「太陽はひとりぼっち」 - ビートルズ 「ラヴ・ミー・ドゥ」(UK) - ペトゥラ・クラーク 「愛のシャリオ」 - ブッカー・T&ザ・MG's 「グリーン・オニオン」 - ブレンダ・リー 「オール・アローン・アム・アイ」 - アーサー・アレキサンダー 「アンナ」 - アイズレー・ブラザーズ 「ツイスト・アンド・シャウト」 - ピーター・ポール&マリー 「レモン・トゥリー」「天使のハンマー」 - ドリフターズ 「アップ・オン・ザ・ルーフ」 - シェリー・フェブレー 「ジョニー・エンジェル」 - ナンシー・シナトラ 「レモンのキッス」 - エルヴィス・プレスリー 「グッド・ラック・チャーム」「心の届かぬラヴ・レター」 - キャロル・キング 「イット・マイト・アズ・ウェル・レイン・アンティル・セプテンバー」 - クッキーズ 「チェインズ」 - ジョニー・ティロットソン 「涙ながらに」 - ボビー・ヴィントン 「涙の紅バラ」 - ディック・デイル&ザ・デルトーンズ 「ミシルルー」 - ブライアン・ハイランド 「シールド・ウィズ・ア・キッス」 - ボビー・ヴィー 「燃ゆる瞳」 - アッカー・ビルク 「白い渚のブルース」 - ダニー・ホワイト 「キス・トモロー・グッドバイ」 - トニー・ベネット 「想い出のサンフランシスコ」(霧のサンフランシスコ） | - ジーン・ピットニー 「恋の痛手」 - コニー・フランシス 「泣かせないでね」 - リッキー・ネルソン 「ヤング・ワールド」 - クリフ・リチャード 「ヤング・ワン」 - カスケーズ 「悲しき雨音」 - ポールとポーラ 「ヘイ・ポーラ」 - ジーン・チャンドラー 「恋のスーパー伯爵」 - ディー・ディー・シャープ 「マッシュポテト・タイム」 - トルネイドース 「テルスター」 - ソロモン・バーク 「クライ・トゥ・ミー」 - フォー・シーズンズ 「シェリー」 - ナット・キング・コール 「ランブリン・ローズ」 - ニール・セダカ 「悲しき慕情」「悲しきクラウン」「かわいいあの娘」 - クリスタルズ 「ヒーズ・ア・レベル」「ヒー・ヒット・ミー」 - リトル・エヴァ 「ロコ・モーション」 - スティーヴ・ローレンス 「ゴー・アウェイ・リトル・ガール」 - ルーターズ 「レッツ・ゴー」 - クラレンス・"フロッグマン"・ヘンリー 「ザ・ジェラス・カインド」 - ジョニー・ソマーズ 「内気なジョニー」 - ザ・シレルズ 「ソルジャー・ボーイ」 - ジミー・クラントン 「ヴィーナス・イン・ブルー・ジーンズ」 - デヴィッド・ローズ管弦楽団 「ザ・ストリッパー」 - アール・キング 「トリック・バッグ」 - ベニー・スペルマン 「リップスティック・トレイセズ (オン・ア・シガレット)」 - ベニー・スペルマン 「フォーチュン・テラー」 |

## 洋楽アルバム
- ボブ・ディラン 『ボブ・ディラン』
- エンニオ・モリコーネ」『太陽の下の18歳』
- ジョヴァンニ・フスコ『太陽はひとりぼっち』
- スティーヴィー・ワンダー 『ジャズ・ソウル〜スティーヴィー・ワンダー・ファースト・アルバム』
- ザ・ビーチ・ボーイズ 『サーフィン・サファリ』

## 邦楽シングル
| - アイ・ジョージ 「哀愁のトランペット」 - 飯田久彦 「ルイジアナ・ママ」「悲しき片思い」 - 石原裕次郎 「赤いハンカチ」 - 伊東ゆかり 「ロコモーション」 - 植木等 「無責任一代男」「ハイそれまでョ」「これが男の生きる道」「ショボクレ人生」 - 北島三郎 「なみだ船」 - 北原謙二 「若いふたり」 - 倉光薫（ロカビリー歌手） 「クライ・クライ・クライ」 - こまどり姉妹 「未練ごころ」 - コレット・テンピア楽団『太陽はひとりぼっち』 - 五月みどり 「一週間に十日来い」 - ジェリー藤尾 「遠くへ行きたい」 - 鈴木やすし 「ジェニ・ジェニ」 - スリーファンキーズ 「アカパルコのお転婆娘」「涙の日記」 - ダークダックス「山男の歌」 - ダニー飯田とパラダイスキング、佐野修 「電話でキッス」 - 田端義夫 「島育ち」 | - 中尾ミエ 「可愛いベイビー」 - 仲宗根美樹 「ユキコの灯」 - 倍賞千恵子 「下町の太陽」「忘れな草をあなたに」 - 橋幸夫 「江梨子」「若いやつ」「中山七里」 - 橋幸夫、吉永小百合 「いつでも夢を」 - 畠山みどり 「恋は神代の昔から」 - ハナ肇とクレイジーキャッツ 「五万節」 - ザ・ピーナッツ 「ふりむかないで」「レモンのキッス」 - 弘田三枝子 「すてきな16才」「ヴァケイション」「かっこいいツイスト」 - 藤木孝 「ツイストNo.1」「ママのツイスト」「キッス・イン・ツイスト」 - 藤田まこと 「てなもんや三度笠」 - ペギー葉山 「琵琶湖周航の歌」 - 美空ひばり 「ひばりの佐渡情話」 - 三橋美智也 「星屑の町」 - 守屋浩 「大学数え唄」 - 森山加代子 「五匹の子豚とチャールストン」 - 吉永小百合、和田弘とマヒナスターズ 「寒い朝」 |

## 主な音楽賞
| 賞                                      | 受賞作・受賞者 |
| --------------------------------------- | --- |
| 第12回サンレモ音楽祭                    | - 大賞 - クラウディオ・ビルラとドメニコ・モドゥーニョ「Addio addio」 |
| 第7回ユーロビジョン・ソング・コンテスト | - 優勝者 - イザベル・オーブレ「はじめての愛」 |
| 第4回日本レコード大賞                   | - 大賞 - 橋幸夫・吉永小百合「いつでも夢を」 - 新人賞 - 北島三郎「なみだ船」、倍賞千恵子 「下町の太陽」 - 歌唱賞 - 三橋美智也「星屑の町」 - 作曲賞 - 中村八大（ジェリー藤尾「遠くへ行きたい」) - 編曲賞 - 佐伯亮（美空ひばり「恋の曼珠沙華」) - 企画賞 - 東芝音楽工業「スーダラ節」「ハイそれまでョ」 - 童謡賞 - ボニージャックス「ちいさい秋みつけた」 - 特別賞 - 村田英雄「王将」、西田佐知子「アカシアの雨がやむとき」 - 新人作曲賞 - 山下毅雄「TBS『七人の刑事』主題歌」 - 新人作詩賞 - 若谷和子「おべんとつけてどこいくの」 |
| 第4回グラミー賞                         | - 最優秀レコード賞 - ヘンリー・マンシーニ「ムーン・リバー」 - 最優秀アルバム賞 - ジュディ・ガーランド「Judy at Carnegie Hall」 - 最優秀楽曲賞 - ヘンリー・マンシーニ & ジョニー・マーサー「ムーン・リバー」 - 最優秀新人賞 - ピーター・ネロ |

## デビュー
- 3月19日 - ボブ・ディラン／『ボブ・ディラン』
- 4月 - 中尾ミエ／可愛いベイビー
- 4月 - 目方誠／トランジスター・シスター
- 4月20日 - 吉永小百合／寒い朝
- 5月10日 - 園まり／鍛冶屋のルンバ
- 6月5日 - 北島三郎／ブンガチャ節
- 6月5日 - 畠山みどり／恋は神代の昔から
- 8月 - 金井克子／ハップスバーグ・セレナーデ/涙の白鳥
- 8月 - 二代目コロムビア・ローズ／白ばら紅ばら
- 9月 - 倍賞千恵子／下町の太陽
- 10月5日 - ビートルズ／ラヴ・ミー・ドゥ
- 11月 - 梓みちよ／ボッサ・ノバでキッス
- 月日不明 - 渥美清／彼奴ばかりがなぜもてる
- 月日不明 - 岸洋子／たわむれないで

## 誕生
出身地または国籍が日本である人物の国名表記は省略。
- 1月2日 - 速水けんたろう（広島県、歌手）
- 1月13日 - 八木啓代（大阪府、ラテン歌手）
- 1月13日 - SAM（埼玉県、ダンサー、TRF）
- 1月14日 - 安田信二（東京都、作曲家・ミュージシャン）
- 1月15日 - 町田康（大阪府、小説家・ミュージシャン、元INU）
- 1月15日 - パスカル・ネミロフスキ（、ピアニスト）
- 1月19日 - 西司（和歌山県、シンガーソングライター）
- 1月20日 - IKKO（福岡県、ヘアメイクアーティスト・元歌手）
- 1月20日 - 玉川砂記子（東京都、声優・元歌手）
- 1月29日 - 岡村孝子（愛知県、シンガーソングライター、あみん）
- 1月31日 - 黒崎輝（大阪府、元俳優・元歌手）
- 2月1日 - 布袋寅泰（群馬県、シンガーソングライター・ギタリスト）
- 2月4日 - 宙也（東京都、歌手、ALLERGY/De-LAX/LOOPUS）
- 2月6日 - アクセル・ローズ（、シンガーソングライター、ガンズ・アンド・ローゼズ）
- 2月11日 - シェリル・クロウ（、シンガーソングライター）
- 2月14日 - 冷牟田竜之（福岡県、ミュージシャン、東京スカパラダイスオーケストラ）
- 2月15日 - 大野祥孝（東京都、歌手、元ギャングス）
- 2月16日 - パトリック・ダヴァン（、指揮者、+2020年・58歳没）
- 2月19日 - フランキー・ジー（、歌手、キャプテン・ジャック、+2020年・43歳没）
- 2月20日 - 真島昌利（東京都、シンガーソングライター・ギタリスト、ザ・クロマニヨンズ）
- 2月23日 - CRAZY-A（ヒップホップMC）
- 2月26日 - 屋敷豪太（京都府、ドラマー）
- 3月2日 - ジョン・ボン・ジョヴィ（、シンガーソングライター、ボン・ジョヴィ）
- 3月3日 - 刀根麻理子（神奈川県、歌手・女優・エッセイスト）
- 3月6日 - 柳沢慎吾（神奈川県、お笑いタレント）
- 3月9日 - 木梨憲武（東京都、タレント・歌手、とんねるず）
- 3月10日 - 松田聖子（福岡県、アイドル、歌手）
- 3月11日 - 齋藤ルミ子（宮崎県、タレント・元歌手）
- 3月12日 - ダイアモンド☆ユカイ（東京都、歌手、RED WARRIORS）
- 3月13日 - 沢田聖子（東京都、シンガーソングライター）
- 3月13日 - テレンス・ブランチャード（、トランペット奏者・作曲家）
- 3月15日 - 朝比奈マリア（、タレント・元歌手）
- 3月15日 - コウタ（東京都、アートディレクター・ミュージシャン）
- 3月23日 - 松村和子（北海道、演歌歌手）
- 3月23日 - 鴨宮諒（東京都、作曲家）
- 3月30日 - M.C.ハマー（、ミュージシャン）
- 4月3日 - 千住真理子（東京都、ヴァイオリニスト）
- 4月9日 - 天宮良（東京都、俳優・元歌手）
- 4月14日 - サクラマコト（東京都、ミュージシャン）
- 5月8日 - てらそままさき（兵庫県、俳優・声優・元歌手）
- 5月17日 - エマーソン北村（キーボーディスト、元MUTE BEAT/JAGATARA/THEATRE BROOK）
- 5月24日 - 野川晴義（東京都、作曲家）
- 5月30日 - ベルント・グレムザー（、ピアニスト）
- 5月31日 - 日髙のり子（東京都、声優・歌手、バナナフリッターズ/元WITH YOU）
- 6月1日 - 冨田恵一（北海道、ミュージシャン、冨田ラボ）
- 6月7日 - 水戸華之介（歌手、元アンジー）
- 6月7日 - トニー・ミルズ（、歌手、元TNT/元シャイ、+2019年・57歳没）
- 6月8日 - ニック・ローズ (Nick Rhodes) （、キーボーディスト、デュラン・デュラン）
- 6月8日 - 藤岡幸夫（東京都、指揮者）
- 6月11日 - クリーンヘッド・ギムラ（トランペッター、東京スカパラダイスオーケストラ、+1995年・32歳没）
- 6月11日 - 関俊彦（宮城県、声優・歌手、バナナフリッターズ）
- 6月17日 - ドリアン助川（東京都、作家・詩人・歌手）
- 6月22日 - 石川俊介（神奈川県、ベーシスト、聖飢魔II）
- 6月22日 - ボビー・ギレスピー（|、歌手、プライマル・スクリーム）
- 6月27日 - 梁朝偉（、俳優・歌手）
- 7月9日 - 高見知佳（愛媛県、女優・元歌手）
- 7月11日 - 藤井フミヤ（福岡県、シンガーソングライター、元チェッカーズ）
- 7月17日 - 小沼俊明（ドラマー、BARBEE BOYS）
- 7月18日 - 浜田麻里（東京都、シンガーソングライター）
- 7月18日 - ジャック・アイアンズ（、ドラマー）
- 7月19日 - 丸山史朗（ギタリスト、FLYING KIDS）
- 7月20日 - 中川勝彦（東京都、タレント・歌手、+1994年・32歳没）
- 7月21日 - 武内享（福岡県、ギタリスト、元チェッカーズ）
- 7月24日 - 久保田利伸（静岡県、シンガーソングライター）
- 7月25日 - 田中秀幸（静岡県、アートディレクター）
- 7月25日 - イクマあきら（福岡県、シンガーソングライター）
- 7月29日 - DJ KRUSH（東京都、作曲家・DJ）
- 7月29日 - 小野リサ（、ボサノヴァ歌手）
- 8月3日 - 小田佳奈子（北海道、作詞家）
- 8月5日 - どんと（岐阜県、シンガーソングライター、元BO GUMBOS、+2000年・37歳没）
- 8月5日 - 柳原陽一郎（福岡県、シンガーソングライター、元たま）
- 8月10日 - 筧利夫（静岡県、俳優・元歌手）
- 8月10日 - キャロライン洋子（東京都、元タレント・元歌手）
- 8月19日 - ヤガミトール（群馬県、ドラマー、BUCK-TICK）
- 8月25日 - ヴィヴィアン・キャンベル（、ギタリスト、デフ・レパード、元ホワイトスネイク、ディオ）
- 9月3日 - 鈴木英俊（東京都、ギタリスト）
- 9月9日 - 高杢禎彦（福岡県、タレント・俳優・元歌手、元チェッカーズ）
- 9月12日 - フィリップ・カッサール（、ピアニスト）
- 9月13日 - 下村成二郎（山口県、歌手、元BLIZARD）
- 9月15日 - 松尾宗仁（福岡県、ギタリスト、元ZIGGY/元ZNX）
- 9月23日 - 井上強（兵庫県、ミュージックビデオ監督）
- 9月24日 - KAN（福岡県、シンガーソングライター・作曲家）
- 9月27日 - 横関敦（東京都、ギタリスト）
- 10月2日 - 真鍋吉明（北海道、ギタリスト、the pillows）
- 10月3日 - トミー・リー（、ドラマー、モトリー・クルー）
- 10月10日 - 風見しんご（広島県、タレント・俳優・元歌手）
- 10月15日 - 近藤金吾（青森県、ミュージシャン、元ミ:ラグロ/TIMESLIP）
- 10月17日 - 加藤賢崇（広島県、タレント・俳優・元歌手）
- 10月21日 - 伊藤美紀（東京都、声優・元歌手）
- 10月23日 - 大門一也（東京都、歌手、Project DMM）
- 11月1日 - アンソニー・キーディス（、歌手、レッド・ホット・チリ・ペッパーズ）
- 11月2日 - 大土井裕二（福岡県、ベーシスト、元チェッカーズ）
- 11月2日 - シュテファン・フッソング（、アコーディオン奏者）
- 11月8日 - 笠浩二（福岡県、ドラマー、C-C-B）
- 11月10日 - デーモン閣下[注 2]（東京都、歌手、聖飢魔II）
- 11月13日 - 本田雅人（高知県、サクソフォニスト、元T-SQUARE）
- 11月14日 - 小野瀬雅生（神奈川県、ミュージシャン、クレイジーケンバンド）
- 11月14日 - 田中敦子（群馬県、声優・元歌手）
- 11月18日 - カーク・ハメット（、ギタリスト、メタリカ）
- 11月21日 - 五十嵐美貴（神奈川県、ギタリスト、SHOW-YA）
- 11月27日 - 白石まるみ（東京都、歌手・タレント・女優）
- 12月8日 - マーティ・フリードマン（、ギタリスト）
- 12月8日 - 増崎孝司（長崎県、ギタリスト、DIMENSION）
- 12月15日 - 小栗克裕（山梨県、作曲家）
- 12月21日 - 日野美歌（神奈川県、歌手）
- 12月25日 - ジョナサン・ノット（、指揮者）
- 12月28日 - ミシェル・ペトルチアーニ（、ジャズピアニスト、+1999年・36歳没）
- 12月31日 - ジェニファー・ヒグドン（、作曲家・フルート奏者）
- 月日不明 - モルテン・スタッツァー（、ギタリスト、アーティレリー、+2019年・57歳没）
- 月日不明 - 竹内スグル（兵庫県、ミュージックビデオ監督）

## 死去
- 6月1日 - マリリン・モンロー（、女優・モデル・歌手、*1926年・36歳没）